# F.R. David
F.R. David, właśc. Elli Robert Fitoussi David (ur. 1 stycznia 1947 w Manzil Bu Rukajba) – francuski piosenkarz.

## Kariera
Urodził się we francuskiej Tunezji. Karierę zaczynał jako Robert Fitoussi, tunezyjsko-żydowski piosenkarz i gitarzysta wraz z francuskim garażowym zespołem Les Trèfle. Po wydaniu jednego EP Les Boots (wyd. Consul, 1966), osiągnięto niewielki sukces komercyjny. W 1967 przyjął nowy pseudonim i nagrał kilka utworów z orkiestrą pop-psychodeliczną Michela Colombiera, w tym cover grupy The Beatles Strawberry Fields Forever (Il Est Plus Facile). Z kolei Éric Charden pomógł mu zrealizować "Symphonie" i cover Bee Gees "Sir Geoffrey Saved the World", ale ten sukces nie trwał.
We wczesnych latach 70. założył progresywną grupę rockową David Explosion, ale ich jeden album nie odniósł sukcesu. Pracował jako gitarzysta współpracujący z Vangelisem. Następnie był wokalistą francuskiego zespołu rockowego Les Variations, z którym wydał płytę Café De Paris (1975) promującą utwór "Superman, Superman". Kiedy zespół się rozpadł, ponownie występował solo. Jego znakami rozpoznawczymi stały się okulary i gitara (biała Fender Stratocaster).
Pracował w USA jako muzyk sesyjny, grając między innymi z Toto. Po powrocie do Europy nagrał swój wielki hit Words, który podbił listy przebojów całej Europy w 1982. Później już nigdy nie udało mu się nagrać tak wielkiego przeboju.

## Dyskografia

### albumy
- Words (1982)
- Long Distance Flight (1984)
- Reflections (1987)
- Voices of the Blue Planet (1998)
- Words – '99 Version (1999)
- The Wheel (2007)
- Numbers  (2009)
- Midnight Drive  (2013)

### single
- "Words" (1982)
- "Pick Up the Phone" (1982)
- "Music" (1983)
- "I Need You" (1983)
- "Gotta Get a Move On" (1983)
- "Play a Little Game" (1983)
- "Rock Fame" (1983)
- "Sand Dunes" (1983)
- "Dream Away" (1984)
- "Sahara Night" (1986)
- "Don't Go" (1987)
- "Words '91" (1991)
- "I'll Try to Love Again" (1992)

### składanki
- Greatest Hits (1991)
- Best Of F. R. David (2000)
- Songbook (2003)